# Míčov-Sušice
Míčov-Sušice település Csehországban, a Chrudimi járásban. Míčov-Sušice Hošťalovice, Prachovice, Kostelec u Heřmanova Městce, Třemošnice, Žlebské Chvalovice, Vyžice és Lipovec településekkel határos. Lakosainak száma 305 fő (2024. január 1.).

## Népesség
A település lakosságának változását az alábbi diagram mutatja:
| Lakosok száma | 757  | 757  | 851  | 503  | 372  | 291  | 278  | 268  | 257  | 305  |
|               | 1869 | 1890 | 1921 | 1950 | 1980 | 2001 | 2017 | 2019 | 2022 | 2024 |